# GfK Entertainment
GfK Entertainment è un'azienda tedesca di ricerche di mercato nel settore dell'intrattenimento che opera in tutto il mondo. Ha sede a Baden-Baden. L'unico azionista di GfK Entertainment è GfK, società che si occupa di ricerche di mercato, con sede a Norimberga.
GfK Entertainment conduce ricerche di mercato nei settori della musica, dei libri, dei film e dei videogiochi. Tra le altre cose, vengono determinate le classifiche musicali tedesche ufficiali commissionate dalla Bundesverband Musikindustrie (Associazione federale dell'industria musicale), ovvero la Offizielle Deutsche Charts..